# بيشواناث غوش
بشواناث غوش (ولد في٢٦ديسمبر١٩٧٠) هو كاتب وصحفي هندي، اشتهر برحلاته الأدبية التي تصف الجوهر الحقيقي للهند. أحدث كتبه هو «بلا أهداف» الأكثر مبيعا في باناراس: التجوال في أقدس مدينة في الهند، نشر في ديسمبر٢٠١٩. في أغسطس ٢٠١٧نشر «التحري في الجيران: السفر على طول الخط الذي قسم الهند»، ليتزامن مع سبعين عامًا من تقسيم الهند. وهو أيضا كاتب "Longing, Belonging: An Outsider at Home in Calcutta" (2014)، وهي صورة لكالكتا الحالية، ومدينة تماريند: حيث بدأت الهند الحديثة (٢٠١٢)، وهي صورة لمدراس، والمعروفة الآن باسم تشناي. وفي عام ٢٠٠٩ نشر كتاب تشاي، تشاي: رحلات في أماكن حيث تتوقف ولكن لا تتوقف أبدًا، والذي وصفته صحيفة التلغراف (كالكوتا) بأنه «رحلة مبهجة مع اختلاف» وترجمت فيما بعد إلى اللغة الهندية والماراثية.
ولد في كانبور، أوتار براديش، حيث بدأ حياته المهنية كصحفي في عام ١٩٩٣ مع بايونير. عمل بعد ذلك مع وكالة الصحافة في الهند والعصر الآسيوي في نيودلهي. انتقل إلى تشيناي في عام ٢٠٠١ للانضمام إلى مجموعة نيو إنديان إكسبريس. انضم إلى صحيفة تايمز أوف إنديا في عام ٢٠٠٨ عندما أطلقت الصحيفة طبعتها تشيناي. في الوقت الحاضر هو محرر مشارك في صحيفة ذا هندو ويعيش في كالكتا، بعد أن جعل من المدينة موطناً في أغسطس ٢٠١٨ بعد ما يقرب من ١٨ عاماً في تشيناي.